# 萱島酒造
萱島酒造有限会社（かやしましゅぞう）は、大分県国東市国東町綱井に本社を置く酒類製造会社である。

## 概要
両子山、文珠山からの伏流水（硬度4の軟水）を3本の井戸で汲み上げて仕込み水として使用。原料米には、大分県産のヒノヒカリ、広島県産の八反錦、兵庫県産の山田錦を使用。年間製造量は約6,000石（1石は約180Lであり、6,000石は1,080kLにあたる。）。
東京国際フォーラム内に、浦霞（宮城県）、大山（山形県）、開華（栃木県）、久寿玉（岐阜県）、白嶺（京都府）、春鹿（奈良県）、嘉美心（岡山県）、司牡丹（高知県）との蔵元9社共同で、酒蔵レストラン 宝を出店している。
萱島酒造の建築物のうち、明治から昭和初期に建設された煙突等の14件は、1998年（平成10年）1月16日に国の登録有形文化財に登録されている。

## 沿革
1873年（明治6年）に萱島荒吉が創業。明治20年代に2代目萱島米三郎が、西日本を代表する清酒となりたいとの願いを込めて「西の関」と命名した。1907年（明治40年）11月に初めて開催された醸造協会主催の第一回全国清酒品評会において、一等入賞を果たした。
戦時中の企業整備により、1943年（昭和18年）から1945年（昭和20年）までの3年間休業するが、戦後、復業。1954年（昭和29年）4月1日に法人化して、萱島酒造有限会社となった。
まだ、吟醸酒の市販が一般的ではなかった1963年（昭和38年）12月に「秘蔵酒」と称して吟醸酒を発売している。

## 所在地
- 大分県国東市国東町綱井392-1

## 主要な銘柄
- 西の関
- 西の関 美吟

一時期、「Bon & Bie ワイン」という銘柄のキウイフルーツワインを製造・販売していたことがあったが、現在は製造中止になっている。

## 文化財
- 登録有形文化財（14件）
  - 萱島酒造煙突 - 1914年（大正3年）
  - 萱島酒造米蔵 - 1916年（大正5年）
  - 萱島酒造門口倉庫 - 1916年（大正5年）
  - 萱島酒造裏門 - 1914年（大正3年）
  - 萱島酒造冷蔵蔵（旧醸造所） - 1894年（明治27年）
  - 萱島酒造北蔵 - 1906年（明治39年）
  - 萱島酒造旧ムロマエ - 明治27年（1894年）
  - 萱島酒造旧麹室 - 1915年（大正4年）
  - 萱島酒造木塀 - 1935年（昭和10年）
  - 萱島酒造中蔵（搾り場） - 1915年（大正4年）
  - 萱島酒造井戸屋形 - 昭和初期
  - 萱島酒造仕込み蔵 - 1914年（大正3年）
  - 萱島家住宅離れ - 1897年（明治30年）
  - 萱島家住宅主屋 - 1933年（昭和8年）